# 태백산의 결투
태백산의 결투는 한국에서 제작된 안달호 감독의 1973년 영화이다. 안길원 등이 주연으로 출연하였고 정진우 등이 제작에 참여하였다.

## 출연

### 주연
- 안길원
- 박종범
- 이연숙